# 六三四之剑 (红白机)
《六三四之剑》是一款1986年由太东制作和发行的FC游戏机游戏，根据村上紀香的剑道漫画《六三四之剑》改編，只在日本地区发行。
游戏分为单人游戏模式和对战模式。单人游戏中，玩家控制着主人公夏木六三四进行修行，主角必须跑过多个障碍物来收集剑。